# Suore della carità sociale
La Suore della carità sociale (in tedesco Schwestern der «Caritas Socialis») sono una società di vita apostolica femminile di diritto pontificio: i suoi membri pospongono al loro nome la sigla C.S.

## Storia
La Società venne fondata da Hildegard Burjan (1883-1933): già nel 1913 aveva manifestato a Friedrich Gustav Piffl, arcivescovo di Vienna, la sua intenzione di istituire una famiglia religiosa dedita alle opere di carità sociale, ma lo scoppio della prima guerra mondiale le impedì di portare a compimento l'opera.
Nel 1918 la Burjan riuscì finalmente a creare l'unione Caritas Socialis e il 4 ottobre 1919 dieci sodali della società diedero formalmente inizio a una comunità religiosa femminile. Benché la Burjan fosse una donna sposata, venne nominata superiora della congregazione a vita.
La congregazione venne canonicamente eretta in società di vita comune senza voti il 19 giugno 1936 e ottenne il pontificio decreto di lode il 4 ottobre 1963.

## Attività e diffusione
Le suore della carità sociale si dedicano, tra l'altro, a opere di protezione della giovane, all'assistenza delle famiglie e ai lavori parrocchiali.
Sono presenti in Austria, Germania, Italia, Ungheria e Brasile; la sede generalizia è a Vienna.
Al 31 dicembre 2005, la società contava 13 case e 103 sorelle.